# Porfirio Rubirosa
Porfirio Rubirosa (San Francisco de Macorís, 22 juli 1909 – Parijs, 5 juli 1965) was een Dominicaans diplomaat, autocoureur, soldaat en polospeler. Hij stond bekend als playboy en twee van zijn vrouwen waren bij de rijkste van de wereld.

## Biografie
Rubirosa werd geboren als derde en jongste kind van een gezin uit de hogere middenklasse. In 1915 werd zijn vader ambassadeur van de Dominicaanse Republiek in Parijs, waar hij verder opgroeide. Op 17-jarige leeftijd keerde hij terug naar zijn vaderland om rechten te studeren, maar schreef zich al snel in bij het leger. In 1931 leerde hij dictator Rafael Trujillo kennen en in 1936 werd hij diplomaat namens zijn land. Tijdens Olympische Spelen van 1936 werd hij naar Berlijn gestuurd en later naar Parijs. Hij werkte ook voor de ambassades in Vichy, Buenos Aires, Rome, Havana (waar de Cubaanse Revolutie begon) en Brussel. Hij bezocht ook vaak New York, Washington, Florida en Californië. Na de Tweede Wereldoorlog speelde hij veel polo en richtte zelfs een eigen team op. Ook was hij erg geïnteresseerd in raceauto's.
Na de moord op Trujillo in 1961 nam diens zoon Ramfis de macht over. Rubirosa lobbyde bij John F. Kennedy om Ramfis te steunen. Nadat de familie Trujillo het land ontvluchtte kwam ook een einde aan de carrière van Rubirosa.
Rubirosa overleed vroeg in de ochtend van 5 juli 1965 toen zijn zilveren Ferrari 250 crashte tegen een boom in het Bois de Boulogne na een avondje feesten in een nachtclub waar hij vierde dat hij met zijn poloteam de Coupe de France gewonnen had.

### Privé-leven
Rubirosa huwde vijf keer maar had geen kinderen. Uit zijn huwelijken met de Amerikaanse erfgenamen hield hij veel geld over.
- Flor de Oro Trujillo, dochter van Rafael Trujillo, (1932–1938)
- Danielle Darrieux, Franse actrice, (1942-1947)
- Doris Duke, Amerikaanse erfgename (1947-1948)
- Barbara Hutton, Amerikaanse erfgename (1953-1954)
- Odile Rodin, Franse actrice (1956-1965)

Rubirosa heeft affaires gehad met Dolores del Río, Eartha Kitt, Marilyn Monroe, Ava Gardner, Rita Hayworth, Soraya Esfandiary, Peggy Hopkins Joyce, Joan Crawford, Veronica Lake, Kim Novak, Judy Garland, Eva Peron en Zsa Zsa Gabor.
Volgens de legende had Rubirosa een erg grote penis. In Parijs worden de grote pepermolens daarom Rubirosa's genoemd.
- Gemeinsame Normdatei: 119059045
- International Standard Name Identifier: 0000 0000 2402 9749
- Library of Congress Control Number: n81111486
- MusicBrainz: 159617ff-88ab-4bf7-ac07-8b8d18b37013
- SNAC: w62z2555
- Virtual International Authority File: 5732686
- WorldCat: E39PBJhXbJWfty4x9FmFry8XBP